# ファン・パラシオス
ファン・パラシオス（Juan Ramón Palacios Pérez、男性、1980年8月31日 - ）は、ニカラグアのプロボクサー。マナグア出身。元WBC世界ミニマム級暫定王者。元WBA世界ミニマム級暫定王者。

## 来歴
1999年2月27日にプロデビュー戦に5回TKO勝利を収めた。その後3連勝とも1回KO勝ち。5戦目に空位のWBAフェデセントロミニマム級王座決定戦で初黒星を喫した。
2000年3月11日、ニカラグアミニマム級王座を6戦目に獲得。同年、2001年は無効試合があったものの6連勝となった。
2002年5月25日、空位のWBCラテンアメリカライトフライ級王座を獲得。
2002年10月19日、WBC世界ミニマム級王座戦で王者ホセ・アントニオ・アギーレ（メキシコ）に挑戦するが判定負け。
2003年から2007年にかけては12連勝を果たした。
2008年8月2日、プエルトリコで行われたWBC世界ミニマム級暫定王座決定戦にて3位オマール・ソト（プエルトリコ）と対戦、10回TKO勝利を収め、同王座を獲得した。
2008年11月7日、WBC総会（11月2日 - 8日）のイベントとして中国・成都で9位三澤照夫（帝拳）と対戦四7回TKO勝ちを収め初防衛に成功した。
2009年6月13日、メキシコシティで14位エリック・ラミレス（メキシコ）に10回TKO勝利を収めて暫定王座の2度目の防衛に成功した。
2009年11月27日、正規王者オーレイドン・シスサマーチャイ（タイ）と正規王者のホームで王座統一戦で対戦し、シスサマーチャイを苦しめるも偶然のバッティングによる減点が響き、1人はドローで1点・2点差と僅差の判定負け。パラシオスが1年3ヶ月間保持してきた暫定王座はシスサマーチャイの正規王座に吸収される形で消滅した。
2011年5月21日、メキシコにてWBA世界ミニマム級暫定王者サミー・グティエレス（メキシコ）と対戦し、最大4点差の大接戦になり3-0の判定で辛くも逃げ切り、WBCに続いて暫定王座を獲得しこの階級で2冠目を達成した。
2011年8月13日、メキシコ・アカプルコのコンベンションセンターにて、ファン・カルロス・レベコと対戦経験を持ち大関一郎のリングネームで日本でデビューしたアルマンド・トーレス（メキシコ）と対戦。9回TKO勝ちを収めるも前日計量で体重超過により計量失格となり、暫定王座を剥奪された。
2012年5月26日、ニカラグア・マナグアのポリデポルティーボ・エスパーニャでネリス・エスピノサ（ニカラグア）とライトフライ級契約8回戦を行い、8回1-1（75-77、79-73、76-76）の引分でライトフライ級転向初戦はドローに終わった。
2015年3月21日、ギレルモ・オルティスと3年振りに復帰する事が内定。